# Vișeu de Mijloc, Maramureș
Vișeu de Mijloc (în maghiară Középvisó) este o localitate componentă a orașului Vișeu de Sus din județul Maramureș, Transilvania, România.

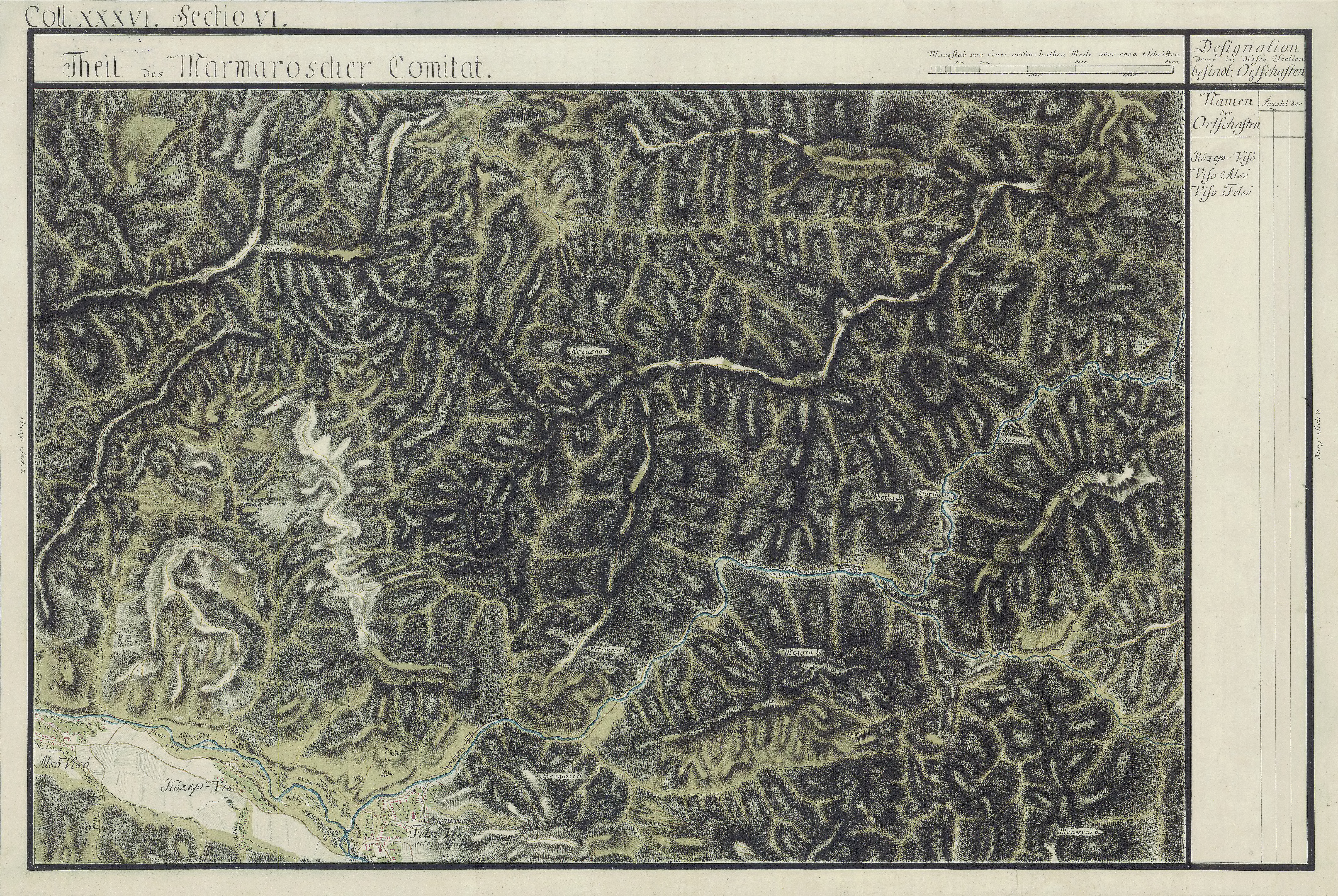
Vişeu de Mijloc în Harta Iosefină a Maramureșului, 1782-1785

## Istoric
Este atestat documentar din 2 februarie 1365. Această primă menționare a Vișeului ca localitate apare în diploma regelui maghiar Ludovic de Anjou. După alte surse, prima atestare datează din 1600 (Keozepseouyso). 

## Etimologie
Etimologia numelui localității: Din Vișeu (< n. pers. Vișa, diminutivul lui Vičeslav = Visalv = Vitoslav) + de + Mijloc. 

## Demografie
Populația era de 2.641 de locuitori după recesământul din 2002. La recensământul din 2011, populația era de 2.350 locuitori. 

## Prezentare
Vișeu de Mijoc aparține de orașul Vișeu de Sus, fiind o localitate componentă a acestuia din 1959. Istoria Vișeului de Mijloc este scrâns legată de cea a orașului Vișeu de Sus. În căutare de materie lemnoasă populația locală s-a deplasat spre est unde s-au format așezări umane. 

## Personalități locale
- Gavril Ciuban (n. 1951), poet. În 1980, Marele Premiu Vasile Lucaciu și Premiul USR; în 1982 premiul revistei Luceafărul, în 1984 Premiul I la Festivalul „Nichita Stănescu", în 1985 Marele premiu la Festivalul de poezie de la Sighet și premiul revistei România Literară. Membru USR. Vol. Cultivatorul de pietre și tandra dihanie (1992), Fân¬tâna cu ghinturi (1996).